# پاتریشا رایتسون
پاتریشا رایتسون OBE (به انگلیسی: Patricia Wrightson) با نام اصلی آلیس پاتریشا فرلانگر (به انگلیسی: Alice Patricia Furlonger) (زاده ۱۹ ژوئیهٔ ۱۹۲۱ - درگذشته ۱۵ مارس ۲۰۱۰) نویسنده و ویراستار ادبیات کودکان استرالیایی است که برنده جایزه هانس کریستیان آندرسن در سال (۱۹۸۸) است

## زندگی‌نامه
پاتریشیا رایتسون در نیو ساوت ویلز به دنیا آمده و بزرگ شده‌است. نخستین کتاب او یعنی مار حقه باز در سال ۱۹۶۵ برنده جایزه شورای کتاب کودک استرالیا شد. رایتسون در سال ۱۹۷۰ برای کتاب من صاحب زمین مسابقه‌ام، در سال ۱۹۷۴ برای کتاب نارگان و ستارگان و درسال ۱۹۷۸ برای کتاب یخ می‌آید، جایزه سال استرالیا را به دست آورد. دو کتاب اخیر در فهرست دیپلم‌های افتخار جایزه گاردین قرار گرفتند. او در سال ۱۹۸۴ برنده جایزه هانس کریستین آندرسن، بزرگ‌ترین جایزه بین‌المللی ادبیات کودک و نوجوان شد.

## کتابشناسی
- نارگان و ستارگان (۱۹۷۳)
- پ‍ای‍ی‍ن ب‍ه س‍وی زم‍ی‍ن (۱۹۶۵)

## جوایز
- جایزه هانس کریستیان آندرسن